# Брагунский хребет
Брагунский хребет (чечен. БоргӀанан дукъ, кум. Борагъан тав) — восточная часть Терского хребта. Начинается к востоку от села Толстой-Юрт и тянется на 24 км вдоль реки Терек. Иногда рассматривается как отдельный геологический объект. Почвы хребта каштановые, тёмно-каштановые и чернозёмы. Ширина хребта колеблется от 3,5 до 6 км. Хребет сложен из глин и песчаников миоценового и плиоценового периодов.

## Вершины
Высшая точка хребта находится на высоте 388 м, расположена недалеко от железнодорожного моста через Терек и не имеет названия. На юге от села Дарбанхи располагается вершина Дауд-Барз (319 м). В западной части хребта расположена гора Карах (336 м). Рядом с селом Дарбанхи расположена гора Чхери-Барз (около 200 м). На вершине горы имеются выходы на поверхность песчаника и глинистых сланцев, которые и дали название вершине: в переводе с чеченского название означает «каменная высота». В растительном покрове горы, кроме обычных для этого района ксерофитов, присутствуют также и галофиты.

## Геотермальные источники
Хребет богат различными по температуре и химическому составу геотермальными источниками. Выходы источников связаны с продольным тектоническим разрывом в восточной части северного склона. Особенно много источников в районе села Дарбанхи. Эти источники и дали имя селу, название которого в переводе означает «Целебная вода». Самый мощный из источников имеет температуру 96°С, минерализацию 1,3 г/л и относится к сульфатно-хлоридно-гидрокарбонатно-натриевому типу.

## Растительность
Благодаря географическому положению и сложному рельефу хребет характеризуется богатством и разнообразием растительности. На высотах более 200 м растительность лесная, ниже — степная. На северных склонах преобладает лесная растительность, на южных — степная. В западной и южной частях хребта выпадает больше осадков, чем в северной и восточной.
На стыке лесной и степной растительности распространён кустарник держи-дерево. Кустарник растёт по всему хребту, но особенно часто встречается в восточной части хребта. Также произрастают жостер Палласа, крушина слабительная, различные виды шиповника и боярышника, крушина ломкая.
В лесах наиболее распространены ясень обыкновенный, вяз пробковый, вяз малый, боярышник согнутостолбиковый. Также встречаются дуб черешчатый, граб обыкновенный, бук пятипестичный, груша кавказская, яблоня восточная, айва, различные виды клёнов, лещина обыкновенная, кизил обыкновенный.
По опушкам растут свидина южная, барбарис обыкновенный, калина обыкновенная, калина гордовина, бузина чёрная, мушмула германская, бересклет европейский, обвойник греческий, хмель, алыча, тёрн. На северных склонах растут виноград лесной и ломонос восточный.
Из травянистых видов встречаются пролеска сибирская, подснежник узколистный, первоцвет.
Степи хребта разнотравно-ковыльные, разнотравно-злаковые. Здесь растут овсяница валезийская, молочай Буасье, молочай членистоплодный, бородач кровеостанавливающий, различные виды полыни и ковылей. На северных склонах встречаются молочай Сегуера, рогоплодник мешочковый, кресс пронзённый, дивала однолетняя, плоскодонник линейнолистный, бурачок бурачковый. Часто встречаются галофиты: кресс толстолистный, прутняк простёртый, люцерна голубая, мятлик луковичный, дубровник беловойлочный.
На открытых пространствах растёт эриантус Равенны. В степных районах западной части хребта произрастает мендаль низкий. На крутых травянистых склонах растут чабрец Маршалла, эспарцет Майорова, катран татарский.